# Frederick Keeping
Frederick Keeping (11. august 1867 i Pennington, Hampshire - 21. februar 1950 i Lymington) var en britisk cykelrytter. Han deltog i de første Olympiske lege i 1896 i Athen.
Keeping deltog i 333 meter og 12 meterløbet. Han var den ene af to der gennemførte 12 timersløbet og endte på en andenplads efter Adolf Schmal. I 333 meterløbet endte han på en delt femteplads med en tid på 27.0 sekunder.